# Port lotniczy Kikinda
Port lotniczy Kikinda (serb. Аеродром Кикинда lub Aerodrom Kikinda, IATA: KID, ICAO: LYKI) – lotnisko położone niedaleko Kikindy (9 kilometrów na południowy zachód od centrum miasta) w Serbii. Używane do celów sportowych.